# Blarney
BLARNEY (Programa de Vigilância) é um programa de vigilância das comunicações, iniciado em 1978. A coleta ocorre em instalações de telecomunicações dos Estados Unidos, nos pontos de estrangulamento através do quais passa a maioria do tráfego de comunicações, incluindo o tráfego de Comunicações sem fio (wireless).
As informações coletadas mundialmente pelo Blarney são compartilhadas com muitas agências nos Estados Unidos, incluindo a CIA, NSA, FBI e Departamento de Justiça, e também são compartilhadas com os países signatários do Tratado de Segurança UK-USA referidos como "Cinco Olhos" (Five Eyes - em inglês): Estados Unidos, Canadá, Austrália, Nova Zelândia e Reino Unido.
Um dos slides de uma apresentação sobre o programa de vigilância PRISM, descreve um programa chamado Coleta Upstream, como sendo "a coleta dos dados de comunicações enquanto eles passam pelos cabos de fibra e pela infra-estrutura (das redes)". E diz que coleta de dados "upstream" é realizada através de quatro programas de vigilância principais: Fairview, BLARNEY, STORMBREW e OAKSTAR.
Há indicaçōes nos documentos revelados que levam à conclusão quase certa de que o BLARNEY está no mesmo grupo do PRISM que, conforme mostram os documentos da NSA, deve ser usado juntamente com o programa Coleta Upstream. Isso se explica uma vez que cada um dos programas recebe dados de fontes diferentes.
O programa Blarney foi revelado em uma apresentação de slides fornecida por Edward Snowden em 2013.
Entre as empresas associadas a este projeto está a AT&T. Em 2006 , Mark Klein funcionario da AT&t, revelou a existência da Sala 641A em São Francisco (Califórnia), onde ele observou que a NSA trabalhava com acesso direto ao sistema da AT&T. O programa foi ampliado depois de 11 de setembro de 2001. Outro ponto de "coleta upstream" , em 2006, estava em New Jersey.
Jacob Appelbaum, em palestra dada juntamente com William Binney e Laura Poitras em 20 de abril de 2012,  mais de um ano antes das revelaçōes de Edward Snowden, apresentou uma lista de inúmeros locais sendo usados pela NSA para coletar dados, nos moldes da coleta feita pelo Blarney e do programa em São Francisco (Califórnia) denunciado por Mark Klein em 2006.

## Mídia-BLARNEY eColeta Upstream
slides da apresentação da NSA mostram que o Programa de Coleta Upstream e PRISM devem ser usados ao mesmo tempo. Os slides foram publicados pelo The Washington Post.

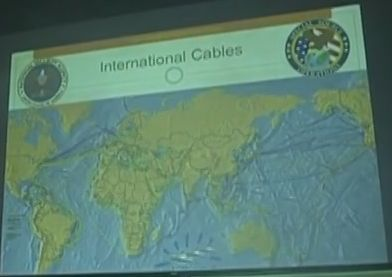
Upstream: Mapa dos Cabos Internacionais
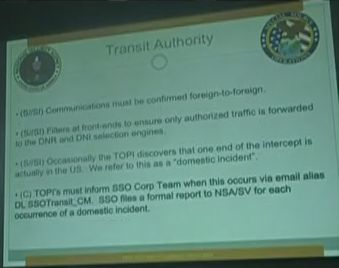
Upstream: Transit Authority
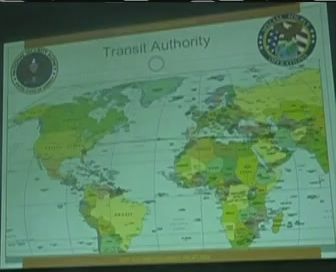
Upstream: Mapa da Autoridade de Trânsito
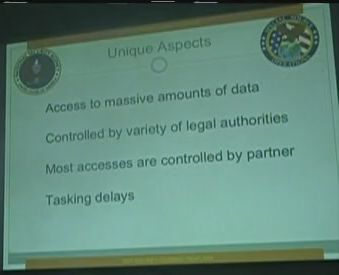
Upstream: Aspectos Característicos
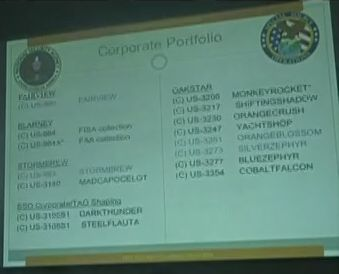
Upstream: Portfólio Corporativo
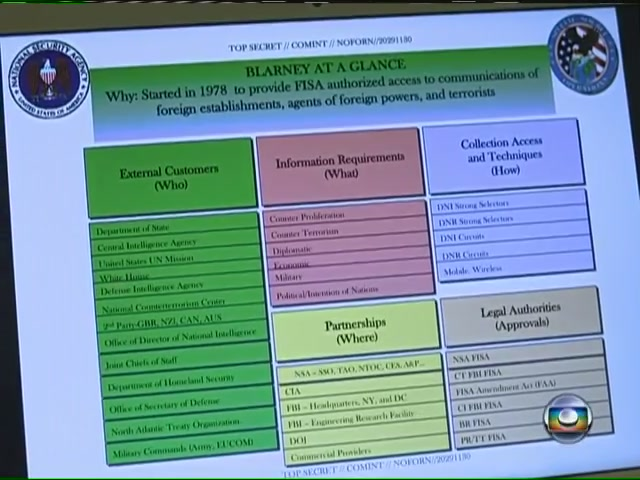
Blarney
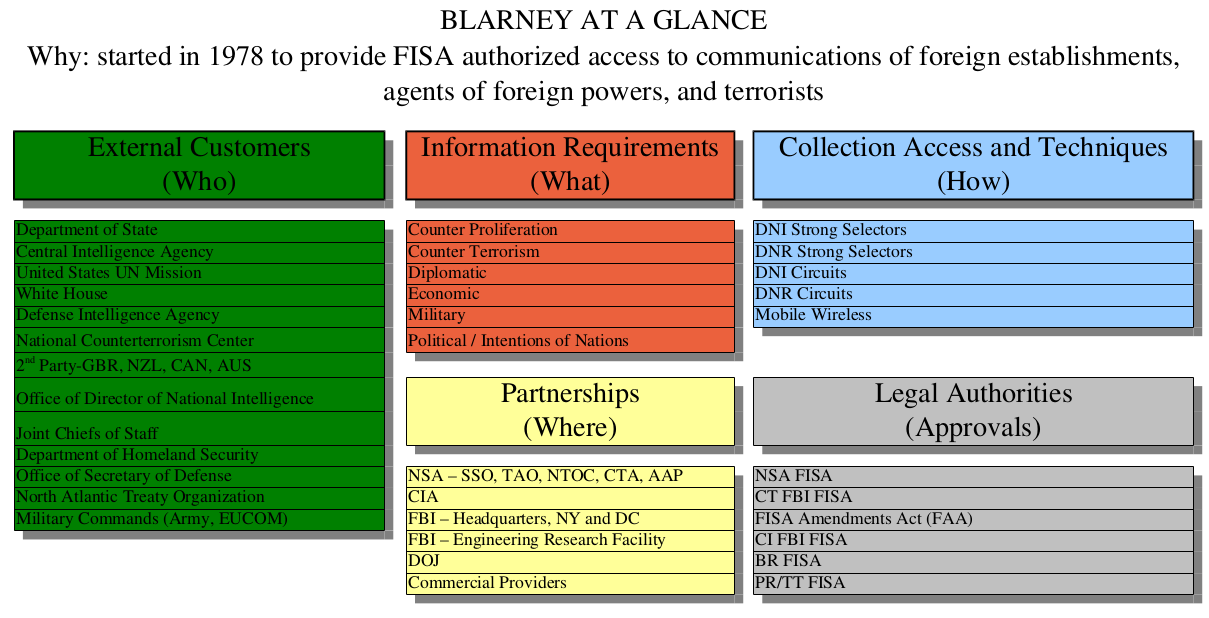
Blarney (versão legível)
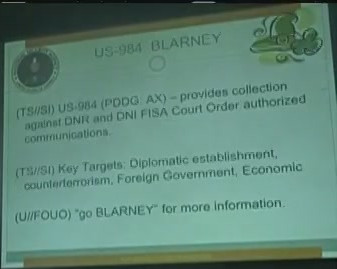
Blarney SIGAD
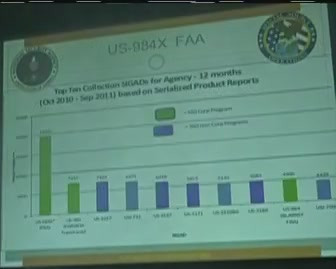
Carta do Blarney - 10 coletas principais de SIGADs

## Acesso do público aos documentos revelados
Cópias dos documentos originais já publicados pela impressa internacional bem como informações sobre os programas e ligações para publicações pela imprensa internacional, vêm sendo disponibilizados ao público desde 9 de agosto de 2013, no sítio eletrônico da "The Courage Foundation" (Fundação Coragem, em português), na seção "Revelações" (Revelations, no site). Anteriormente chamada "Fundo para Proteção e Defesa de Fontes Jornalísticas" (traduçāo em português), ela é uma entidade situada no Reino Unido, que tem como objetivo ajudar na defesa e campanhas de apoio judiciário à fontes jornalísticas.
A "The Courage Foundation" (Fundação Coragem, em português) publica também informações atualizadas sobre as ameaças que Edward Snowden enfrenta, como ele está sendo protegido, e sobre campanhas para apoiá-lo.
Entre as publicações, estão incluídos os documentos revelados referentes as parcerias da NSA com empresas e entidades privadas bem como os referentes aos países parceiros da NSA, uma vez que, através das revelações do Programa de Vigilância Global iniciadas em junho de 2013 com base nos documentos revelados por Edward Snowden, mais informações vieram à público sobre as atividades conjuntas de vigilância global dos países signatários do Tratado de Segurança UK-USA referidos como "Cinco Olhos" (Five Eyes - em inglês): Estados Unidos, Canadá, Austrália, Nova Zelândia e Reino Unido, e de seus parceiros privados.
Originalmente em língua inglêsa, os documentos são ricos em ilustrações esclarecedoras, uma vez que grande parte do material consta de inúmeros slides ilustrados de apresentações em PowerPoint.
Também, Glenn Greenwald, uma das únicas pessoas a quem Edward Snowden entregou todos os documentos revelando os programas de vigilância e espionagem global, vem publicando no The Intercept, os documentos que servem de base para as publicações na imprensa das informações sobre cada programa de vigilância revelado, bem como a documentação dos acordos entre países participantes da vigilância global. A documentação vem sendo arquivada na seção "Documents" do The Intercept e dá acesso público a mesma.
A Electronic Frontier Foundation também coleta os documentos já publicados e disponibilizá-os ao público.
Alguns jornais de língua portuguesa tiveram acesso e publicaram parte dos documentos e slides com informações na língua portuguesa.

## Ver Também
- PRISM
- Centro de Processamento de Dados Utah
- Revelações da Vigilância global (2013-Presente)
- Cinco Olhos
- Echelon
- Grupo Misto de Inteligência para Pesquisa de Ameaça[24]
- Communications Security Establishment Canada
- Catálogo ANT (NSA)
- Vigilância de Computadores e Redes
- Operações de acesso adaptado (TAO) NSA
- Lista de programas de vigilância em massa do governo